# Волшебные предметы мира Гарри Поттера
Волшебные предметы мира Гарри Поттера — предметы, используемые персонажами в серии романов о Гарри Поттере.

## Тёмные вещи

### Крестраж
Крестра́ж (англ. Horcrux) — в книгах о Гарри Поттере предмет, в котором заключена часть души тёмного мага. Создаётся магом путём совершения преступления, раскалывающего его душу, то есть убийства. Обычно создавалось не больше одного крестража. Но Волан-де-Морт, мечтавший преодолеть смерть, в беседе с преподавателем зельеварения Горацием Слизнортом спрашивал о возможности создавать более одного крестража. В крестражи им были превращены: его ученический дневник (дневник Тома Реддла), кольцо Марволо Мракса, медальон Салазара Слизерина, чаша Пенелопы Пуффендуй, диадема Кандиды Когтевран и змея Нагайна. В книге «Гарри Поттер и Дары Смерти» выяснилось, что существовал и седьмой крестраж, созданный непроизвольно. Этим крестражем оказался Гарри Поттер, и это обстоятельство повлияло на развязку событий. Гарри узнал о том, что он седьмой крестраж, из омута памяти, увидев воспоминания профессора Северуса Снегга.

### Дары Смерти
Название трех магических артефактов:
- Бузинная палочка (самая могущественная волшебная палочка из всех) принадлежала: Драко Малфою, Гарри Поттеру, Альбусу Дамблдору, Геллерту Грин-де-Вальду.
- Воскрешающий камень (способен возвращать в мир живых духов умерших, даровать вечную жизнь) является одним из воплощений философского камня, который был создан Николосом Фламелем. Принадлежал: семейству Мраксов, Волан-де-Морту, Гарри Поттеру, Альбусу Дамблдору.
- Мантия-невидимка (способна сделать обладателя невидимым) передавалась в роду Певереллов, а затем в роду Поттеров по наследству.

В «Сказке о трёх братьях» рассказывается о легенде, которая стала частью сюжета седьмого романа Джоан Роулинг — «Гарри Поттер и Дары Смерти».
Многие волшебники искали Дары Смерти, веря, что, овладев ими, станут повелителями Смерти.

## Зелья
Зелья широко распространены в «мире Гарри Поттера», их свойства и способы изготовления изучаются в школе «Хогвартс» в рамках предмета, называемого зельеварение. Один из наиболее значимых и популярных персонажей франшизы — Северус Снегг — является преподавателем зельеварения и известным зельеваром. В шестой части он уходит с этой должности, и его место занимает другой персонаж — Гораций Слизнорт.
Одним из наиболее часто упоминаемых в книгах зелий является Оборотное зелье (англ. Polyjuice potion), позволяющее человеку принять облик другого человека. Впервые оно появляется в книге «Гарри Поттер и Тайная комната», когда Гарри, Рон и Гермиона принимают облик друзей Драко Малфоя, чтобы выведать у него информацию о Тайной комнате; тогда же раскрывается и способ его приготовления. Позже его используют: Барти Крауч младший, чтобы выдать себя за Аластора Грюма; миссис Крауч, чтобы освободить своего сына из тюрьмы и занять его место; Драко Малфой, чтобы замаскировать своих друзей Крэбба и Гойла под студенток-первокурсниц; Аластор Грюм, чтобы превратить Рона, Гермиону, Фреда, Джорджа, Флёр Делакур и Наземникуса Флетчера в копии Гарри Поттера и дать тому возможность покинуть дом на Тисовой улице; Гарри, Рон и Гермиона, чтобы проникнуть в Министерство Магии под видом трёх сотрудников; и, наконец, Гермиона Грейнджер, чтобы принять облик Беллатрисы Лестрейндж и проникнуть в её семейное хранилище в банке «Гринготтс».
Некоторые другие зелья, фигурирующие в книгах о Гарри Поттере:
- Зелье кости, плоти и крови, использовавшееся Лордом Волан-де-Мортом для возвращения своего тела.
- Феликс Фелицис (также Жидкая удача), дающее выпившему его невероятную везучесть на определённое время; было запрещено к использованию на политических выборах, школьных экзаменах и спортивных соревнованиях.
- Амортеция — вид приворотного зелья, вызывающий стойкую привязанность выпившего это зелье к сварившему его; в «Принце-полукровке» было применено Ромильдой Вейн, чтобы влюбить Гарри Поттера, однако под действие амортеции попал Рон Уизли.
- Сыворотка правды или Веритасерум — зелье с острым перечным вкусом без какого-либо запаха и цвета, заставляющее говорить только правду; зелью сыворотки правды может сопротивляться хорошо подготовленный опытный маг, практикующий окклюменцию; также избежать действия зелья сыворотки правды можно при помощи специализированных заклинаний и противоядий.
- Живая смерть — мощное снотворное зелье. Приготовлено Гарри на шестом курсе обучения по запискам Принца Полукровки на полях учебника, благодаря чему зелье было признано лучшим.
- Волчье противоядие — зелье, предназначенное для оборотней. Помогает сохранить человеческое сознание в дни трансформаций[5].
- Костерост — зелье, сращивающее кости или выращивающее их заново[6].
- Бодроперцовое зелье — зелье от простуды с побочным эффектом: из носа и ушей некоторое время идет дым.
- Доксицид — чёрное, токсичное зелье, предназначенное для выведения докси.
- Крововосполняющее зелье — зелье, повышающее уровень крови в организме выпившего.
- Противоожоговая мазь — волшебная оранжевая мазь, способная вылечить ожоги различной степени. Использовалась Мадам Помфри во время первого испытания Турнира Трех Волшебников.
- Настойка растопырника — настой из процеженных и замаринованных щупалец растопырника. Оказывает смягчающее воздействие на кожу и облегчает боль от магических ран.
- Болтливое зелье — изменяет голос собеседника, делая его очень писклявым (аналогия с гелием, не путать с болтушкой для молчунов).
- Долголетние эликсиры — группа зелий с направленностью на долголетнее и неисчерпаемое действие.
- Противоядие по третьему закону Голпалотта —указано в книге за 6 курс «Расширенный курс зельеварения».

## Игры

### Волшебные шахматы
В волшебные шахматы играют с фигурами и доской, идентичной обычным шахматам. Правила такие же как и в обычной игре. Фигурки оживают, и они атакуют друг друга при выполнении захвата, выбивая захваченную фигуру и вытягивая её с доски. Игроки перемещают фигуры называя вслух позицию с помощью алгебраической шахматной нотации.
У Рона есть шахматный набор волшебника, оставленный ему его дедом, а Гарри сначала играет с фигурами, заимствованными у Симуса Финнигана, которые его плохо слушаются и дают неверные советы. Гарри позже получает свой собственный набор в одной из хлопушек во время его первого Рождества в Хогвартсе.
В кульминационных главах романа «Гарри Поттер и философский камень» Гарри, Рон и Гермиона превращаются в человеческие шахматные фигуры в игре «Шахматы волшебного размера», которую Гарри выигрывает благодаря совету Рона и тому, что он жертвует своей фигурой. В фильмах шахматные фигуры изображены с использованием реплик шахмат с острова Льюис.

## Зеркала

### Зеркало Еиналеж
Своё название зеркало получило благодаря свойству показывать самые сокровенные желания человека (если читать название зеркала задом наперёд, то получится слово «Желание»). В оригинале название зеркала — The Mirror of Erised (англ. desire — «желание»).
Надпись на раме зеркала гласит — «Erised stra ehru oyt ube cafru oyt on wohsi» (в зеркальном прочтении: «I show not your face but your hearts desire» — «Я показываю не твоё лицо, а желание твоего сердца», в официальном переводе РОСМЭНа — «Я показываю не ваше лицо, но ваше самое горячее желание»)
В зеркале видят:
- Гарри Поттер — своих родителей;
- Альбус Дамблдор — по собственным словам в первой книге — самого себя с парой толстых шерстяных носков (поскольку люди дарят ему только книги). В седьмой книге Гарри убеждается в том, что Дамблдор увидел бы в зеркале нечто, связанное со своей семьёй. После Дж. Роулинг на одном из форумов сказала, что если бы Дамблдор посмотрел в Зеркало Еиналеж, то увидел бы живыми и счастливыми всю свою семью[7]. В фильме «Фантастические твари-2: Преступления Грин-де-Вальда» Дамблдор видит себя молодым, дающим Клятву на крови вместе с Геллертом Грин-де-Вальдом.
- Рон Уизли — себя одного старостой школы и капитаном команды по квиддичу, держащим Кубок Победителя.
- Квиринус Квирелл — в конце первой книги — себя, отдающего философский камень Волан-де-Морту.

Влияет на сюжет то свойство зеркала, что видит желания лишь сам тот/та, кто смотрит, но не тот/та, кто находится рядом со смотрящим. В первой книге Волан-де-Морт пытается узнать, что видит Гарри Поттер, в чём его самое сокровенное желание, а Гарри не хочет говорить.

## Волшебные палочки

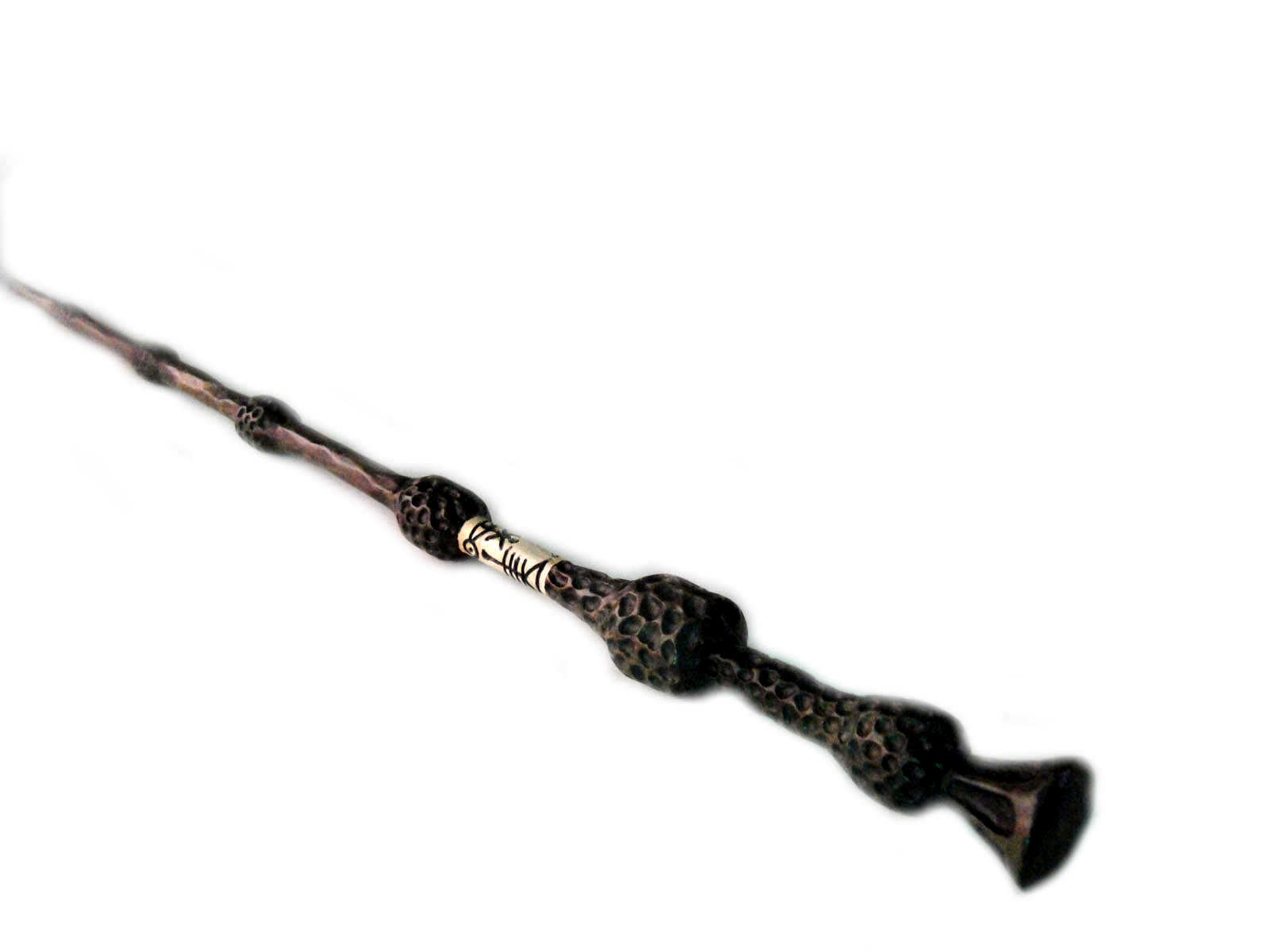
Бузинная палочка

В 18-й главе романа Гарри Поттер и Кубок огня описываются волшебные палочки (wand) различных магических школ — Хогвартса, Шармбатона и Дурмстранга. Палочка Флёр Делакур длиной 9,5 дюйма сделана из розового дерева (rosewood) с сердцевиной из волоса вейлы (veela) — её бабушки. Палочка Седрика Диггори имеет длину 12,25 дюйма и сделана из ясеня (ash) со вставкой из волоса единорога. Палочка Виктора Крама имеет длину 10,25 дюйма и сделана из граба (hornbeam) со вставкой из сухожилия дракона. Палочка Гарри Поттера имеет длину 11 дюймов и сделана из остролиста (holly) со вставкой из пера феникса. Из изготовителей палочек упомянуты мастера Олливандер и Григорович. Примечательной особенностью является тот факт, что палочка сама выбирает себе владельца.
Альбус Дамблдор владеет Бузинной палочкой. Это один из трёх Даров Смерти. Получил он её в 1945 году, победив прежнего владельца Грин-де-Вальда. Дамблдор перестал быть хозяином Бузинной палочки незадолго до смерти, будучи обезоруженным Драко Малфоем. Сердцевиной палочки послужил волос фестрала, что указывает на связь палочки со смертью.